# Pauline Duarte
Pauline Duarte (née en 1981 à Sarcelles, dans le Val-d'Oise) est la première femme noire à diriger un label discographique de rap en France. En 2021, elle est distinguée par le magazine Variety comme l'une des 50 femmes les plus influentes de l'industrie musicale internationale.

## Biographie
Pauline Duarte naît le 6 février 1981 à Sarcelles, banlieue parisienne, en France. Fille d'une famille d'origine capverdienne, une famille de quatre enfants dont le rappeur français Stomy Bugsy (de son vrai nom Gilles Duarte), qui fait partie du groupe Ministère A.M.E.R. Elle fréquente l'Institut des métiers de la musique après avoir obtenu[Où ?] un diplôme en communication.
Elle travaille chez Columbia Records pendant neuf ans après y avoir fait un stage. Elle y travaille avec plusieurs artistes qui obtiennent des disques d'or,.
Elle prend la tête du label Def Jam France en 2019, où elle devient la première femme noire à diriger un label discographique de rap, puis passe à Epic Records, branche française de Sony Music Entertainment,,,.
Tout au long de sa carrière, Pauline Duarte a travaillé avec plusieurs artistes, notamment Beyoncé, Kaaris, Koba LaD, Natasha St-Pier, SCH, Tina Arena et Yannick Noah.

## Distinctions
Elle a 39 ans lorsqu'elle est nommée par le magazine Variety comme l'une des 50 femmes les plus influentes de l'industrie musicale internationale,.